# Адријан Мол: Оружје за масовно уништење
Адријан Мол: Оружје за масовно уништење (енгл. Adrian Mole and The Weapons of the Mass Destruction) је роман из 2004. године, савремене енглеске књижевнице Сју Таунсенд (енгл. Sue Townsend). Српско издање књиге је објавила издавачка кућа "Лагуна" 2006. у преводу Зорана Илића.

## О писцу
Сузан Лилијан „Сју“ Таунсенд (2. април 1946 - 10. април 2014) је била британски романописац. Најпознатија је по романима о Адријану Молу. Писала је и позоришне комаде. Дуги низ година боловала је од дијабетеса, због чега је 2001. године остала слепа, и ту тему је уткала у свој рад.
Сју Таунсенд је примила велики број награда и признања, а 1993. године постала је члан Краљевског друштва за књижевност.

## О књизи
Књига Адријан Мол: Оружје за масовно уништење шеста је у низу од осам књига дневничких бележака тинејџера Адријана Мола. 

### Настанак серијала о Адријану Молу
У уметничком часопису "Магазин" су се појавиле прве ауторкине две приче о дечаку који се тада звао Најџел Мол. Убрзо је настала и радио драма „Дневник Најџела Мола, старости 13 година и 1/4“, која је емитована јануара 1982. године. Изиздавачке куће "Methuen" су чули ово емитовање и тражили од ње да напише прву књигу „Тајни дневник Адријана Мола, старости 13 година и 1/4“. Инсистирали су на промени имена и књига је објављена исте те године у септембру.

## Радња
Књига Адријан Мол: Оружје за масовно уништење доноси нову дозу комедије и трагедије пратећи збивања из живота главног јунака. 
Адријан Мол је ушао у средње године, има тридесет четири године и ¾, и још увек пискара. Запослен је као продавач у књижари антикварних и половних књига и живи у малом стану у Пацовском пристаништу. Шаље саветодавна писма Тиму Хенману и Тонyју Блеру, јер је Блер у Парламенту изјавио да се ирачко оружје за масовно уништење може активирати у року од четрдесет и пет минута и да има домет до Кипра.
Мери све веће ћелаво подручје на темену, брине због веридбе са луцкастом Мериголд Флауерс, не зна хоће ли успети да поврати депозит уплаћен за летовање на Кипру који је сада опасан, покушава освојити Дејзи, сестру своје веренице. Чезне за бољим, смисленијим светом, и није још спреман да се остави писања.
У међувремену Пандора јури каријеру у Парламенту, а Глен, Адријанов седамнаестогодишњи син је на обуци у касарни Дипкат.
Хоће ли Адријан Мол, један средовечни књижар, који је почео да ћелави, успети да прикупи довољно снаге да промени режим у свом властитом животу?Срж Адријанових дилема које износи и у овом делу, је оно што их чини тако смешним.

## Главни ликови
- Адријан Мол
- Пандора
- тата Џорџ
- мама Паулина
- Вилијам, млађи Адријанов син
- Мериголд Флауерс, вереница
- Дејзи, сестра Адријанове веренице
- Мајкл Флауерс, отац Дејзи и Мериголд
- Глен Бот, старији Адријанов син
- Брус Хандерсон, друг из детињства
- Најџел, Адријанов најбољи пријатељ
- Хјуи, Адријанов послодавац